# Astrid Eiriksdotter
Astrid Eiriksdotter fue reina consorte de Tryggve Olafsson, rey vikingo de Viken, Vingulmark y Ranrike en el siglo X. Hija del caudillo Eirik Bjodaskalle, y madre de Olav Tryggvason, rey de Noruega.
El rey Tryggve murió asesinado en una emboscada concertada por Gottorm Eriksson, hermano de Harald II de Noruega, ambos hijos de Erirík Hacha Sangrienta pues su linaje era directa competencia por el trono noruego. Harald II tuvo conocimiento de que Ástrid estaba embarazada e inició una búsqueda con la excusa que deseaba apadrinar al niño; Gunnhild la madre del rey Harald y consorte del fallecido Eirík Hacha Sangrienta, tuvo especial interés en localizarlos y envió espías a Oppland sin resultados. Más tarde, en la primavera de 964, envió a treinta hombres armados a la hacienda de Eirik Bjodaskalle para capturar a Ásatrid y su hijo, pero Eirik ya había preparado con antelación la fuga de su hija y su nieto, junto con Thorolf Lusarskeg (el inseparable padre adoptivo de Ástrid) y dos guías. 
Astrid llegó hasta la hacienda de Hakon Gamle, un caudillo de Suecia, amigo íntimo de su padre, donde permaneció a salvo durante dos años (965 – 966). Gunnhild envió a un embajador para solicitar al rey sueco Erico el Victorioso ayuda para traer a la corte noruega a Ástrid y su hijo con la falsa intención de apadrinar al niño. Erico le dio hombres al embajador para acompañarle a la hacienda de Hakon Gamle donde exigió que se les entregara a ambos, amenazando con la violencia si fuera preciso. Ese incidente hizo pensar a Ástrid, que era momento de partir hacia Gardariki y someterse bajo la protección de su hermano Sigurd Eriksson.
La nave que los llevaba a Gardariki fue interceptada por vikingos osilianos, la tripulación y el pasaje capturados, unos murieron y otros fueron vendidos como esclavos, entre ellos la misma reina Ástrid y el pequeño Olav. Años más tarde, un mercader llamado Lothin reconoció a Ástrid en uno de sus viajes y compró su libertad con la condición de regresar a Noruega y casarse con él. Ástrid, maltrecha y castigada tras tanto tiempo de esclavitud no dudó en valorar la oferta, ya que conocía a Lothin y sabía que era un vikingo de noble linaje, valiente y rico. Al regresar a Noruega se casaron con el consentimiento de las familias, de esa relación nació un varón, Thorkel Nefja y dos hijas, Ingiríth e Ingigerth.